# Stari Gradac
Stari Gradac je naselje u Republici Hrvatskoj, u sastavu Općine Pitomača, Virovitičko-podravska županija. 

## Stanovništvo
Prema popisu stanovništva iz 2001. godine, naselje je imalo 725 stanovnika te 264 obiteljskih kućanstava.
| broj stanovnika | 1208  | 1375  | 1236  | 1379  | 1515  | 1677  | 1631  | 1649  | 1500  | 1548  | 1318  | 1050  | 897   | 863   | 725   | 674   | 537   |
|                 | 1857. | 1869. | 1880. | 1890. | 1900. | 1910. | 1921. | 1931. | 1948. | 1953. | 1961. | 1971. | 1981. | 1991. | 2001. | 2011. | 2021. |

## Povijest
Prvi spomen mjesta nalazimo u "Popisu župa zagrebačke biskupije"  iz 1334. godine koji spominje župu, crkvu i svećenika u mjestu.Središtem mjesta dominira župna crkva Sv. Petra apostola, sagrađena 1905. godine u neogotičkom stilu, a samo mjesto pripada istoimenoj župi koja po teritorijalnom ustrojstvu od 1977. godine pripada Požeškoj biskupiji.

## Gospodarstvo
Većina stanovnika bavi se poljodjelstvom, a najzastupljenija je proizvodnja duhana, kukuruza i pšenice, u posljednje vrijeme razvija se povrtlarstvo. Većina mještana bavi se i vinogradarstvom za vlastite potrebe. Tek mali dio mještana zaposlen je u poduzećima u županiji, dok ima nešto obrta i drugih oblika poduzetništva.

## Prirodno-zemljopisni položaj
Stari Gradac se nalazi na istočnom dijelu općine. Kroz mjesto prolazi glavna prometnica, Podravska magistrala. Stari Gradac je udaljen od Pitomače 6 km, a od Virovitice 14 km, smješten je na prostoru između rijeke Drave (3 km do Drave) i blagih vinorodnih padina Bilogore.

## Poznate osobe
- Martin Špegelj — general Hrvatske vojske.